# Alina Alexandra Dumitru
Alina Alexandra Dumitru, född den 30 augusti 1982 i Bukarest, Rumänien, är en rumänsk judoutövare.
Hon tog OS-guld i damernas extra lättvikt i samband med de olympiska judotävlingarna 2008 i Peking.
Hon tog därefter OS-silver i damernas extra lättvikt i samband med de olympiska judotävlingarna 2012 i London.